# 紀大偉
紀大偉（1972年2月3日—），台灣作家、學者，與邱妙津、陳雪等人被歸類為「酷兒作家」。關注議題包括女性主義、酷兒文學、身心障礙、科幻小說等。

## 生平
師大附中、國立臺灣大學外文系畢業，臺大外文碩士。
1999年赴美留學，在美國加州大學洛杉磯分校的史書美指導下取得比較文學系博士。曾任美國衛斯理大學東亞系兼任講師、康乃狄克大學外語系駐校助理教授。
現為國立政治大學台灣文學研究所副教授，在大學部和碩博班開設同志文學、性別研究、身心障礙主題的課程。
曾獲全國學生文學獎、中央日報文學獎、幼獅文藝科幻小說獎、聯合報文學獎（中篇小說獎，以及極短篇小說獎）、華航旅行文學獎等獎項。
紀大偉最有名的作品為《膜》。因為《膜》先後在報紙副刊連載、在台北出版社出版成冊，後來又翻譯成多國語言的版本，所以《膜》的版本繁多不一。
首先，1995年《膜》作品獲得當年聯合報文學獎中篇小說獎。國內外研究者經常納悶《膜》的出版年到底是1995年還是1996年，這是因為他們未必熟悉聯合報文學獎得獎作品的發表慣例：作為得獎作品的《膜》先在1995年在聯合報副刊連載，連載結束之後，才在1996年在聯經出版社出版成書。其次，聯經出版社的《膜》，內容收錄《膜》這篇中篇小說，以及其他同一時期同一作者的短篇小說。因為匯集了中短篇小說成書，《膜》這本書比報紙連載的《膜》全文來得長很多。
再說，為了因應不同國家讀者的習慣，《膜》翻譯到其他國家的時候，譯本大致只包括《膜》這篇中篇小說，並不包括其他短篇小說。因此，法文版、英文版、義大利文版、韓文版、丹麥文版、芬蘭文版、以及西班牙文版，都是薄薄一冊，跟厚重的中文版大不相同。日文版《膜》的厚度介於中文版《膜》和其他語言譯本之間，因為它收錄的作品（除了《膜》，還收錄若干短篇）略少於中文版，但又多過其他版本。另外，聯經出版社在1996年出版的《膜》和2011年《膜》小說集收錄內容大不相同，也就給研究者帶來更多辨識版本的挑戰。他的部分短篇小說也被翻譯成瑞典文發表。
2017年《同志文學史：台灣的發明》出版，因此獲選為台文館2017焦點人物。《同志文學史》也獲選為OPENBOOK網站第一屆年度好書之一。

### 疑似性騷擾事件
2023年6月，紀大偉於Facebook被社運人士江昺崙指控在「完全不認識的情境之下」以訊息方式性騷擾，亦有國立政治大學的學生表示曾被紀大偉開性玩笑或性羞辱，截圖顯示包含「少來（你後面）可能很鬆了吧。」、「騷度不同。」「你不覺得你很騷嗎？」「會讀書的gay，很少約砲吧」等。

## 國際發展
紀大偉是小說翻譯語種最多的台灣作家之一。
《膜》的各國譯本紛紛獲得肯定。例如，英文版就獲得《洛杉磯時報》大版面書評肯定。著名英文刊物《巴黎評論》刊登深度作者專訪，也廣獲英語世界讀者傳閱。英文版的翻譯者Ari Heinrich教授，身為澳洲人文學院的院士，譯筆廣受好評。他以《膜》的譯者身分，入圍澳洲新南威爾斯州的重要翻譯獎。他就是將邱妙津小說《蒙馬特遺書》成功譯介到英語世界的學者。
紀大偉是國際曝光度最高的台灣作家之一。
根據中央社報導，2014年，在龍應台擔任台灣文化部長期間，紀大偉隨同台灣學者陳芳明、台灣作家王聰威等人，參加馬來西亞華人書展。2015年，他到法國參加《膜》法文翻譯版的巡迴簽書會。2018年，在鄭麗君擔任台灣文化部長期間，他隨同作家林立青、影評人但唐謨等人獲邀參加曼谷書展。同年，他和台灣駐柏林記者林育立獲選為法蘭克福書展台灣館作家。2019年，連同其他台灣作家李昂、平路、張大春、駱以軍等人代表作，他的短篇小說法文翻譯版收入著名法國學者何碧玉（Isabelle Rabut）等人編輯的台灣小說精選集。2021年，在COVID19疫情期間，他獲選為參與英國文學翻譯中心（British Centre for Literary Translation）的第一位台灣作家，在線上跟新加坡著名翻譯家程異 (Jeremy Tiang) 一起跟工作坊學員討論如何將他的短篇小說「早餐」翻譯成英文。2022年，COVID疫情解封初期，他獲邀參加加拿大多倫多作家節，並且到蒙特婁女性主義獨立書店舉辦簽書會、在蒙特婁的麥基爾大學演講。2023年10月和11月，紀大偉獲邀訪問丹麥，在丹麥參加一系列文學活動。他參加丹麥首都哥本哈根市中心藝術學校舉辦的「收穫文藝節」，跟當地文化界人士對談《膜》丹麥文翻譯本。。他並且獲邀擔任同年11月的Bogforum（丹麥最大書展，字面意義為「書籍論壇」）的開幕式演講人。根據中央社報導，「丹麥最大書展Bogforum是丹麥最大的文學活動，往年通常由丹麥知名作家擔任開幕式致詞嘉賓，今年破例邀請台灣作家紀大偉擔任開幕典禮致詞的貴賓。」根據報導，紀大偉在演講中強調台灣和丹麥很類似，因為都是重視性別平權的國家。 《膜》丹麥文譯本也獲得丹麥大報Information報，以及Politikenn報 的大版面書評推薦。後來，Information報在刊登書評之外，更刊登訪問作家的深度專訪長文。
2023年8月，英文出版界的媒體報導，布萊德彼特等人創辦的「B計畫娛樂」公司有興趣改編《膜》為影劇。網飛的《3體》（由劉慈欣小說《三體》改編）就是由布萊德彼特等人擔任共同製作人，由「B計畫娛樂」等單位負責共同製作工作。
2024年3月，駐芬蘭台北代表處（即駐芬蘭的台灣單位）發布新聞稿，指出《膜》的芬蘭文譯本為第一本進入芬蘭市場的台灣科幻小說，並且獲得芬蘭最大報紙HS盛讚。同月，台灣文化部也將駐芬蘭台北代表處新聞稿翻譯為英文，以便跟國際讀者分享這個消息。根據中央社報導，紀大偉2024年夏天赴西班牙馬德里和巴塞隆納，參加一系列活動（包括馬德里書展），推廣《膜》的西班牙譯本，獲得廣大迴響。文化部也發布英文新聞稿，跟國際讀者宣傳《膜》在西班牙獲得的反應。

## 著作

### 小說
- 《感官世界》（台北：平裝本，1995；新版，台北：聯合文學，2011）
- 《膜》（台北：平裝本，1996）
- 《戀物癖》（台北：時報，1998）
- 《膜》（復刻版，台北：聯經，2011）2011年版本和1996年版本大不相同，比1996年版厚重很多，因為2011年版本是1996年版本和1998年《戀物癖》這兩本小說集的合訂本。

### 小說譯本
- 《膜》日文版[44]
- 《膜》法文版[45]
- 《膜》英文版[46]
- 《膜》義大利文版[47]
- 《膜》韓文版[48]
- 《膜》丹麥文版[49]
- 《膜》芬蘭文版[50]
- 《膜》西班牙語版[51]

### 論述及其他
- 編選：《酷兒啟示錄》（台北：元尊文化，1997）
- 撰寫：《晚安巴比倫：網路世代的性慾、異議與政治閱讀》（台北：探索文化，1998；新版，台北：聯合文學，2014）
- 編選：《酷兒狂歡節》（台北：元尊文化，1998）
- 與張娟芬等多人合著：《揚起彩虹旗：我的同志運動經驗 1990-2001》（台北：心靈工坊，2002）
- 撰寫：《同志文學史：台灣的發明》（台北：聯經，2017）

## 外部連結
- 紀大偉Instagram帳號
- 紀大偉個人官網 （页面存档备份，存于）
- 紀大偉小說在英文書評平台的評價和分數 （页面存档备份，存于）